# Mesochorus filicornis
Mesochorus filicornis là một loài tò vò trong họ Ichneumonidae.